# Batrisodes cartwrighti
Batrisodes cartwrighti är en skalbaggsart som beskrevs av Ivan T. Sanderson 1940. Batrisodes cartwrighti ingår i släktet Batrisodes och familjen kortvingar. Inga underarter finns listade i Catalogue of Life.